# CCleaner
CCleaner (voorheen Crap Cleaner) is een freeware-programma gemaakt door Piriform om computers te onderhouden die werken onder Windows en macOS. Het programma probeert overbodige, ongebruikte of ongeldige bestanden op te sporen en te verwijderen. Piriform biedt sinds 2013 ook een versie van de CCleaner-software aan die speciaal ontwikkeld is voor op Android gebaseerde smartphones en tablets.
CCleaner kan overbodige programma's en herstelpunten die voor het systeem zijn aangemaakt, tijdelijke bestanden en incorrecte registersleutels verwijderen. Er is verder ook een functie om programma's uit te schakelen, die anders bij het opstarten van Windows zouden starten, en een signaleringsoptie voor dubbele bestanden. Men kan vrije ruimte wissen door deze met gegevens over te schrijven, die geen betekenis hebben. Daardoor verdwijnen gegevens definitief, die met gewoon verwijderen nog wel in het geheugen achterblijven.
CCleaner is voor verschillende besturingssystemen geschikt. De laatste versies worden daarvoor niet steeds tegelijk uitgebracht, maar de updates zijn recent.

## Ondersteunde programma's
Het programma kan tijdelijke bestanden van ondersteunde programma's verwijderen. Enkele programma's die worden ondersteund zijn:
- 7-Zip
- Microsoft Office
- µTorrent
- Java Runtime Environment
- Photoshop
- Adobe Illustrator
- Firefox
- Opera
- Google Chrome
- OpenOffice.org
- Flash Player
- Windows Internet Explorer
- Windows Live Messenger
- WinRAR
- WinZip
- Windows Verkenner

De plug-in CCEnhancer voegt nog meer dan 2000 programma's toe.

## Windows opschonen
Het programma kan Windows opschonen door middel van deze selectie:
- Tijdelijke internetbestanden
- Cookies
- Geschiedenis
  - van Automatische aanvulling
- Recent getypte URL's
- Prullenbak
- Klembord
- Logbestanden
- Rechtermuismenu van Windows Verkenner

## Register opschonen
Het registergeheugen kan ook worden opgeschoond. Hierbij kan door de gebruiker een selectie worden gemaakt uit volgende mogelijkheden:
- Ontbrekende gedeelde DLL-bestanden
- Niet gebruikte bestandsextensies
- Problemen met ActiveX en bestandsklasse
- Type bibliotheken
- Applicaties
- Lettertypes
- Applicatiepaden
- Helpbestanden
- Installatieprogramma
- Verouderde software
- Uitvoeren tijdens opstarten
- Volgorde iconen Startmenu
- MUI-cache

## Alternatieven
De functie van CCleaner wordt steeds meer door besturingssystemen vanzelf uitgevoerd. De Wizard Bureaublad Opruimen was een onderdeel van Windows XP, maar de schijfopruiming wordt nu voor Windows meegeleverd. AVG PC TuneUp werd tot 2015 gebruikt. Norton Utilities was een programma voor pc's, dat vooral in de jaren tachtig en negentig bekend was, en onder andere hetzelfde deed als later CCleaner. BleachBit is een gratis alternatief met open broncode.